# St. James Park (Exeter)
Het St James Park is een voetbalstadion met plaats voor 8.219 toeschouwers in Exeter. Het is de thuisbasis van de voetbalclub Exeter City FC, ook wel the Grecians genoemd. Het stadion werd officieel geopend op 10 september 1904.
Het record met meeste aantal bezoekers dateert van heel lang geleden. In 1931 waren er 20.984 toeschouwers aanwezig bij de Replay in de zesde ronde van FA Cup tussen Exeter City en Sunderland AFC. De gasten wonnen met 4–2.
Naast het stadion ligt Station St James Park. Het is door de club geadopteerd en zij zorgt ook voor het onderhoud van het station, de leuningen zijn geschilderd in de rood en wit, de kleuren van het shirt van Exeter.
Hoewel de club hier al speelde sinds 1904 is het stadion pas sinds 1921 in haar bezit. Na de recordtransfer van Dick Pym aan Bolton Wanderers FC plaatsten ze een dak over de Cowshed stand en werd in 1926 de Old Grandstand herbouwd, nadat deze het jaar hiervoor was afgebrand.
In 1994 raakte de club in financieel zwaar weer en werd het stadion uiteindelijk aan verkocht aan Exeter City Council die het stadion weer aan de club verhuurde. In 1996 was er weer geld en de club maakte plannen om het stadion te moderniseren. In 2000 bouwde men de Big Bank Stand en in 2001 kwam er een tribune op de plek van de Cowshed terrace. Het nabijgelegen St. James' Schoolgebouw werd gebruikt als kantoorgebouw en voor nieuwe facaliteiten voor sponsoren.
Een verdere verbouwing van het stadion werd stilgelegd nadat na het dramatische seizoen 2002/03 de club degradeerde en de voorzitter, zijn vrouw en vice-voorzitter werden opgepakt vanwege fraude.
Dit leidde er toe dat de club werd overgenomen door de Exeter Supporters Trust.
In 2005, werd er voor de FA Cup in de 3e ronde op Old Trafford gespeeld tegen Manchester United FC. Door de recettes van deze wedstrijd (in de FA Cup worden de recettes 50/50 verdeeld) kwam de club uit de schulden en werd gekeken naar het verder renoveren van het stadion.
Vanaf het seizoen 2017/18 werd het stadion voor £3.4 miljoen gerenoveerd, hierbij werd de Old Grandstand (1926) gesloopt en vervangen door een modernere variant. Verder werd ook de tribune voor de uitfans aangepakt. De uitfans kunnen nu ook overdekt de wedstrijden van hun club volgen. 
Door de meest recente verbouwingen en veiligheidsmaatregelen is de capaciteit teruggebracht naar 8.219 plaatsen.

## Tribunes
| Tribune                                 | Ook wel bekend als | Bestemd voor     | Capaciteit                                                                         |
| --------------------------------------- | ------------------ | ---------------- | ---------------------------------------------------------------------------------- |
| Cliff Bastin Stand / Thatchers Big Bank | Big Bank           | Thuis fans       | 3.971 (staanplaatsen)                                                              |
| IP Office Stand                         | Cowshed/Doble      | Thuis & uit fans | 2.116 (zitplaatsen) (waarvan 200-1.000 plaatsen als uitvak kunnen worden gebruikt) |
| Stagecoach Adam Stansfield Stand        | New Old Grandstand | Thuis & uit fans | 1.599 (zitplaatsen)                                                                |
| Marsh Kia St James Road Stand           | Away End           | Uit fans         | 1.010 (staanplaatsen)                                                              |

American Express Community Stadium  (Brighton & Hove Albion)  ·
Anfield  (Liverpool)  ·
Brentford Community Stadium  (Brentford)  ·
City Ground  (Nottingham Forest)  ·
Craven Cottage  (Fulham)  ·
Dean Court  (Bournemouth)  ·
Emirates Stadium  (Arsenal)  ·
Etihad Stadium  (Manchester City)  ·
Goodison Park  (Everton)  ·
King Power Stadium  (Leicester City)  ·
Molineux Stadium  (Wolverhampton Wanderers)  ·
Old Trafford  (Manchester United)  ·
Olympisch Stadion  (West Ham United)  ·
Portman Road  (Ipswich Town)  ·
St. James' Park  (Newcastle United)  ·
St. Mary's Stadium  (Southampton)  ·
Selhurst Park  (Crystal Palace)  ·
Stamford Bridge  (Chelsea)  ·
Tottenham Hotspur Stadium  (Tottenham Hotspur)  ·
Villa Park  (Aston Villa) 
Ashton Gate  (Bristol City)  ·
bet365 Stadium  (Stoke city)  ·
Bramall Lane  (Sheffield United)  ·
Cardiff City Stadium  (Cardiff City)  ·
Carrow Road  (Norwich City)  ·
Coventry Building Society Arena  (Coventry City)  ·
Deepdale  (Preston North End)  ·
The Den  (Millwall)  ·
Elland Road  (Leeds United)  ·
Ewood Park  (Blackburn Rovers)  ·
Fratton Park  (Portsmouth)  ·
The Hawthorns  (West Bromwich Albion)  ·
Hillsborough  (Sheffield Wednesday)  ·
Home Park  (Plymouth Argyle)  ·
Kassam Stadium  (Oxford United)  ·
Kenilworth Road  (Luton Town)  ·
Loftus Road  (Queens Park Rangers)  ·
MKM Stadium  (Hull City)  ·
Pride Park  (Derby County)  ·
Riverside Stadium  (	Middlesbrough)  ·
Stadium of Light  (Sunderland)  ·
Swansea.com Stadium  (Swansea City)  ·
Turf Moor  (Burnley)  ·
Vicarage Road  (Watford) 
Abbey Stadium  (Cambridge United)  ·
Adams Park  (Wycombe Wanderers)  ·
Bloomfield Road  (Blackpool)  ·
Brisbane Road  (Leyton Orient)  ·
Broadfield Stadium  (Crawley Town)  ·
Broadhall Way  (Stevenage)  ·
DW Stadium  (Wigan Athletic)  ·
Edgeley Park  (Stockport County)  ·
Field Mill  (Mansfield Town)  ·
John Smith's Stadium  (Huddersfield Town)  ·
London Road  (Peterborough United)  ·
Madejski Stadium  (Reading)  ·
Memorial Stadium  (Bristol Rovers)  ·
New Meadow  (Shrewsbury Town)  ·
New York Stadium  (Rotherham United)  ·
Oakwell Stadium  (Barnsley)  ·
Pirelli Stadium  (Burton Albion)  ·
Racecourse Ground  (Wrexham)  ·
Sincil Bank  (Lincoln City)  ·
Sixfields Stadium  (Northampton Town)  ·
St. Andrew's Stadium  (Birmingham City)  ·
St James Park  (Exeter City)  ·
The Valley  (Charlton Athletic)  ·
University of Bolton Stadium  (Bolton Wanderers) 
Bescot Stadium  (Walsall)  ·
Blundell Park  (Grimsby Town)  ·
Brunton Park  (Carlisle United)  ·
Colchester Community Stadium  (Colchester United)  ·
County Ground  (Swindon Town)  ·
Crown Ground  (Accrington Stanley)  ·
Globe Arena  (Morecambe)  ·
Gresty Road  (Crewe Alexandra)  ·
Hayes Lane  (Bromley)  ·
Highbury Stadium  (Fleetwood Town)  ·
Holker Street  (Barrow)  ·
Keepmoat Stadium  (Doncaster Rovers)  ·
Meadow Lane  (Notts County)  ·
Moor Lane  (Salford City)  ·
Plough Lane  (Wimbledon)  ·
Prenton Park  (Tranmere Rovers)  ·
Priestfield Stadium  (Gillingham)  ·
Rodney Parade  (Newport County)  ·
SMH Group Stadium  (Chesterfield)  ·
Stadium MK  (MK Dons)  ·
Vale Park  (Port Vale)  ·
Valley Parade  (Bradford City)  ·
Wetherby Road  (Harrogate Town)  ·
Whaddon Road  (Cheltenham Town) 